# Genealogia Sursilliana
Genealogia Sursilliana är en släktutredning om efterkommande till den vid mitten av 1500-talet avlidne umebonden Erik Ångerman, kallad Sursill, i Tegs by. Utredningen har publicerats i flera versioner, och omfattar idag 14 generationer ättlingar till Erik Ångermans döttrar och söner och berör omkring 400 släkter med rötter i österbottniska prästfamiljer. Erik Ångerman fick sonen Östen Eriksson Sursill, vars hustru Magdalena (Malin) Eriksdotter och döttrar tillhörde MtDNA-haplogrupp J1c7a.

## Utredningens historia
Den ursprungliga släktutredningen kom till som en biprodukt av biskop Johannes Terserus (1605–1678) planerade historisk-geografiska skildring av Österbotten. Insamlingen av materialet till detta under en inspektionsresa 1658–1678 till Österbotten gav honom ett genealogiskt källmaterial av vilket framgick de österbottniska prästernas komplicerade släktskapsförhållanden och deras härstamning från Erik Ångerman. Terserus ville göra en liknande utforskning av denna finlandssvenska släkt som Johan Bure några år tidigare hade gjort av Bureätten, och inkluderade därför både manliga och kvinnliga släktled. Terserus manuskript trycktes aldrig, utan kopierades för hand. Det bearbetades och utökades sedan av flera österbottniska präster innan verket till slut utgavs 1850 under namnet Genealogia Sursilliana av Elias Alcenius. Nästa starkt utvidgade upplaga publicerades av Eero Kojonen 1971. En stor mängd korrigering och tillägg till släktutredningen har därefter publicerats.

## Erik Ångerman Sursill med familj
Enligt Johan Bures släktutredning av Bureätten tillhörde Erik Ångermans hustru Dordi möjligen Bureätten; något som än idag är osäkert. Johan Bure kallade Erik Ångermans familj "den stora familjen i Österbotten". De flesta av Eriks och Dordis fem döttrar och sju sondöttrar flyttade till Österbotten och gifte in sig i kända prästfamiljer.

## Utredningens omfattning
I Finland betraktas Genealogia Sursilliana som ett klassiskt släktforskningsverk och har omfattning jämförbar med utredningar av Bureätten i Sverige, Gorm den gamle i Danmark (av Sixten Otto Brenner, Stuttgart 1965), och till exempel Pocahontas i Virginia, USA (Wyndham Robertson, 1887).
Sursilliana omfattar bland annat följande familjer: Aejmelaeus, Alcenius, Cajanus, Calamnius, Castrén, Forbus, Frosterus, Lithovius, Mathesius, Nylander, Roos, Schroderus, Snellman, Stenbäck, Toppelius, Tuderus, Wacklin, Wegelius,
Hoffrén, Fellman och Kyander.
Bland de mer kända ättlingarna finns bland annat de finska presidenterna Kaarlo Juho Ståhlberg, Lauri Kristian Relander, Pehr Evind Svinhufvud, Carl Gustaf Emil Mannerheim och Tarja Halonen samt Rickard Sandler, Olof Palme. och Jean Sibelius.